# Блаш, Александр
Алекса́ндр Блаш (также Але́ксис Блаш или Бляш, фр. Alexis-Scipion Blache; 1791, Марсель, — 1852, Бордо), — французский офицер артиллерии в отставке; драматический актёр; хореограф и балетмейстер. В период с 1832 по 1838 годы — главный балетмейстер петербургских Императорских театров, инспектор танцев в Театральном училище.
С именем А. Блаша в истории русского балета искусствоведы связывают «период упадка», когда «Театр и Училище — две основных арены русской хореографии — стали местом второсортных занятий дорого стоивших иностранцев».

## Биографические сведения
Отец Александра Блаша, Жан-Батист Блаш, был видным хореографом и балетмейстером, — долгие годы он возглавлял труппу Большого театра французского города Бордо. Оба сына Жан-Батиста, отдав должное армии, продолжили дело отца: старший, Фредерик-Огюст, стал хореографом в парижском театре «Порт Сен-Мартен», в то время как младший, поработав балетмейстером в Лионе, Париже и Марселе, в 1824 году занял должность отца в Бордо. Здесь, в конце 1831 года, он и получил приглашение от директора Императорских театров князя С. С. Гагарина возглавить балетную труппу в Санкт-Петербурге.
Предложение делалось в спешке и было следствием небольшого скандала в русской столице. Заняв должность директора Императорских театров в 1829 году, князь Гагарин не сошёлся характером с главным балетмейстером театра, — человеком, составившим целую эпоху в развитии русского балета, — Шарлем Дидло. Исподволь разгорелась война самолюбий. В то время для Александринского театра в центре Петербурга строилось новое великолепное здание. Открытие намечалось на 31 августа 1832 года. К открытию Дидло готовил премьеру балета «Сююмбика, или Покорение Казанского ханства». В ходе подготовки, по какому-то недоразумению, князь Гагарин вдруг заключил заслуженного балетмейстера под арест. Глубоко оскорблённый Дидло подал в отставку. Директору пришлось срочно искать ему замену, — важнейшая в карьере князя на этом поприще постановка была под угрозой срыва.
7 мая 1832 года Александр Блаш приступил к своим обязанностям. По контракту ему был положен весьма значительный оклад в 13 500 рублей в год, один бенефис с постановкой за казённый счёт, плюс «вояжные» 1 800 франков — в Россию и ещё 1 500 франков, когда он пожелает вернуться во Францию. За эти деньги он обязывался ежегодно ставить два балета по своему усмотрению, собственного сочинения, и два обязательных — по усмотрению дирекции.
Первым делом новый балетмейстер забраковал поголовно весь выпускной курс балетного класса Театрального училища, подготовленный его предшественником, оставив всех учиться ещё на один год. Работа столь взыскательного руководителя осложнялась и тем, что он говорил только по-французски. Сначала с переводом ему помогал режиссёр труппы Дидье, а в следующем году Блаш попросил себе в помощники ещё одного переводчика — им стал актёр труппы Иван Францевич Марсель (1801—1870), которому за эти заботы добавили 500 рублей жалованья. Несмотря на это «в театре происходили большие беспорядки из-за того, что балетмейстер не знает русского языка».
Довольно скоро стало понятно, что закончить новый балет, для которого Дидло успел проработать только первое действие из четырёх, за оставшиеся два-три месяца невозможно. В итоге, в день открытия театра была представлена трагедия М. В. Крюковского «Пожарский, или Освобожденная Москва», 25 лет идущая на сценах Петербурга, и лишь небольшой дивертисмент нового балетмейстера «Испанский праздник». Возможно, что такой публичный конфуз некоторым образом повлиял на последовавшее в следующем году решение об отставке С. С. Гагарина с поста директора С.-Петербургских императорских театров.
Александр Блаш поначалу взялся за дело вполне энергично: за осень 1832 года он поставил три новых балета, включая многострадальную «Сумбику». Однако публика, переживавшая потерю любимого и талантливого Дидло, была настроена к нему критически. По общему мнению, новый балетмейстер сильно уступал бывшему мастеру в динамичности и ясности сюжетов. Чересчур увлекаясь масштабом, пышными декорациями и спецэффектами, он терял из виду собственно искусство танца. К тому же обнаружилось явное пристрастие Блаша к иностранным исполнителям, особенно французам, постепенно наводнившим труппу — при этом зачастую приглашённые артисты «оказывались слабее второстепенных русских танцовщиков».

Как балетмейстер Блаш оказался ниже посредственности: все поставленные им балеты были совершенно неудачны и не имели успеха, а приглашённые на службу иностранные артисты (наплыв которых при Блаше стал особенно заметным) оказались плохими и бесцветными исполнителями.— «Русский биографический словарь», С.-Пб., 1908
В то же время работа Блаша, по-видимому, устраивала нового директора Императорских театров А. М. Гедеонова, так как в 1835 году он не только возобновил контракт с балетмейстером, но и повысил его жалование до 14 700 рублей в год. Однако после сезона 1836 года новых постановок не последовало, а 1 ноября 1837 года «было дано предписание» Блаша уволить, назначив на его место его помощника Антуана Титюса. Формально Блаш покинул пост главного балетмейстера 2 мая 1838 года. В целом его деятельность в Санкт-Петербурге впоследствии оценивалась негативно:

Для русского балета пребывание на посту балетмейстера бывшего артиллериста сказалось только в одном отношении — он ускорил «падение балета», уже намечавшееся с момента отставки Дидло. — М. Борисоглебский «Прошлое балетного отделения…», Л., 1939
Покинув пост главного балетмейстера, Блаш вернулся во Францию. Дальнейшая судьба его мало известна. Он умер в Бордо, по одним сведениям — в 1852, по другим — в 1850 году.

## Постановки А. Блаша в С.-Петербурге
В общей сложности Александр Блаш поставил на сценах Петербурга 14 балетов сотрудничая, в основном, с композитором Ипполитом Сонне. Зачастую, что было весьма типично для того времени, он перерабатывал уже известные постановки других балетмейстеров — Шарля Дидло, своего отца, Жан-Батиста, или же его учителя — Жана Доберваля.
1. «Дон Жуан или поражение безбожника», музыка И. Сонне, 1832
2. «Сила любви»
3. «Телемак на острове Калипсо», — балет Доберваля, впервые поставленный в Париже в 1818 г.; в С.-Пб. в 1832
4. «Сумбека или Взятие Казани», музыка И. Сонне, замысел и 1-й акт Дидло; 3 ноября 1832
5. «Амадис или Паж и волшебница», он же «Амадис де Голь», музыка И. Сонне, 1833
6. «Фильберт или Маленький матрос», музыка И. Сонне, 1833
7. «Марс и Венера или Сети Вулкана», — Ж. Шнейцхоффер по Ж.-Б. Блашу, 1833
8. «Амур в деревне или Крылатое дитя» — премьера на открытии Михайловского театра; 1833
9. «Дон Кихот и Санчо Панса или Свадьба Гамаша» — по Л. Ж. Милону, использовалась постановка Дидло, 22 января 1834
10. «Зораида или Мавры Гренады»
11. «Венецианские забавы» — по мотивам балета Огюста Пуаро «Венецианский карнавал»
12. «Густав Ваза»
13. «Дафнис или Клятвопреступник», музыка Ф. Ш. Лефевра, по Ж.-Б. Блашу, 1834
14. «Шотландцы», 1836